# Salzburger Straßentheater

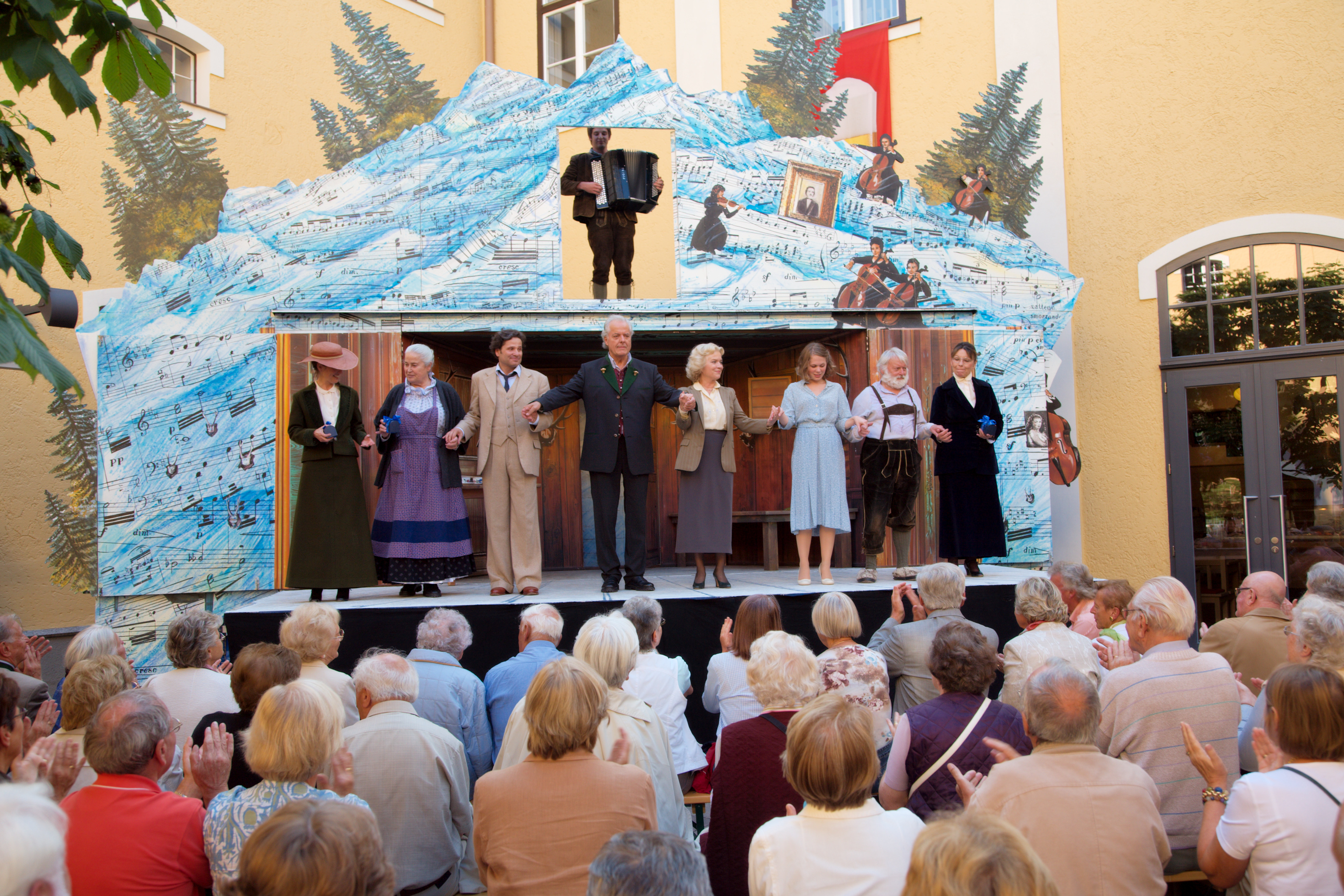
Das Konzert, 2008

Das Salzburger Straßentheater ist eine seit 1970 in Salzburg bestehende Kulturinitiative, die mit den Mitteln des Straßentheaters Theaterstücke aufführt.

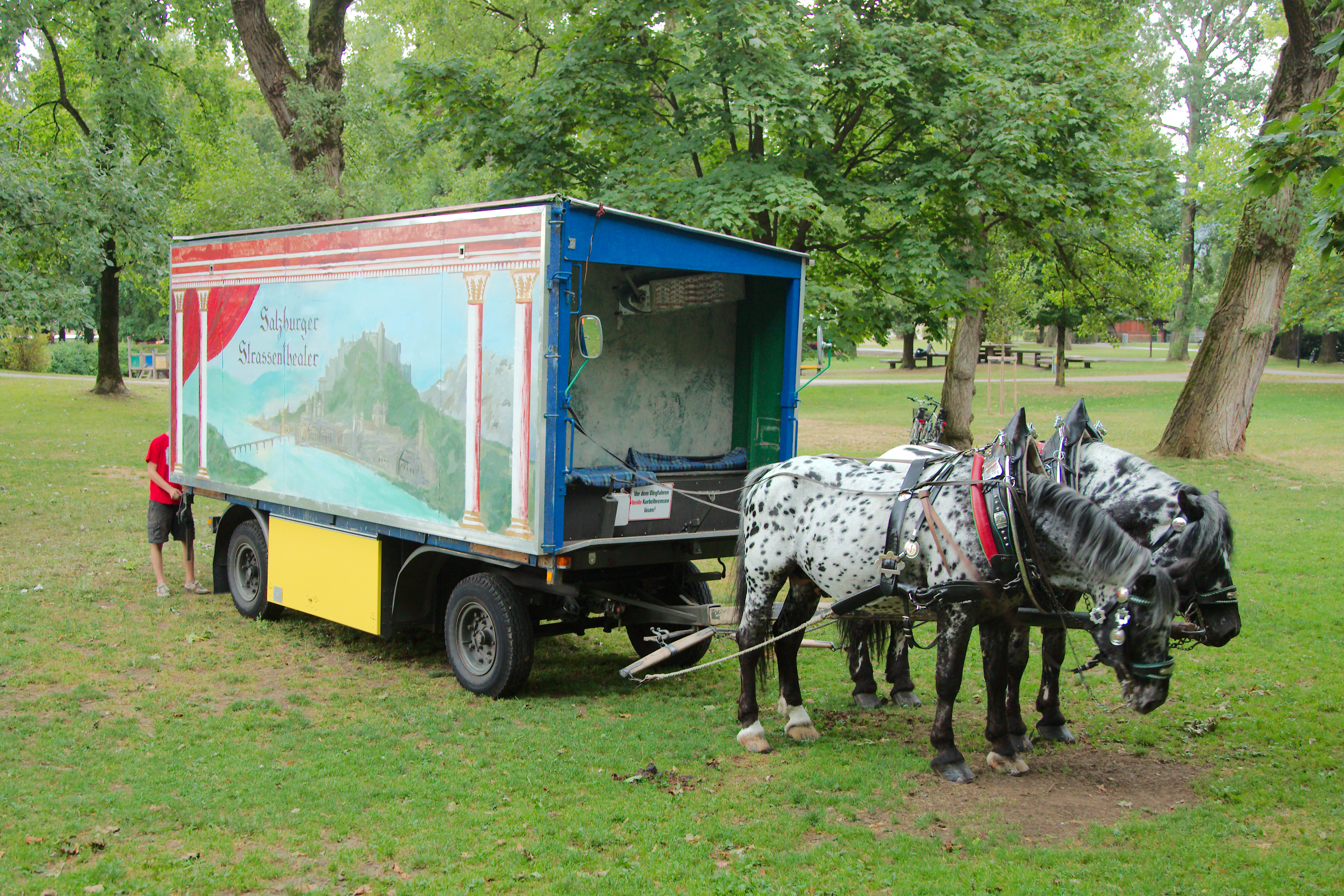
Der Theaterkarren 2013

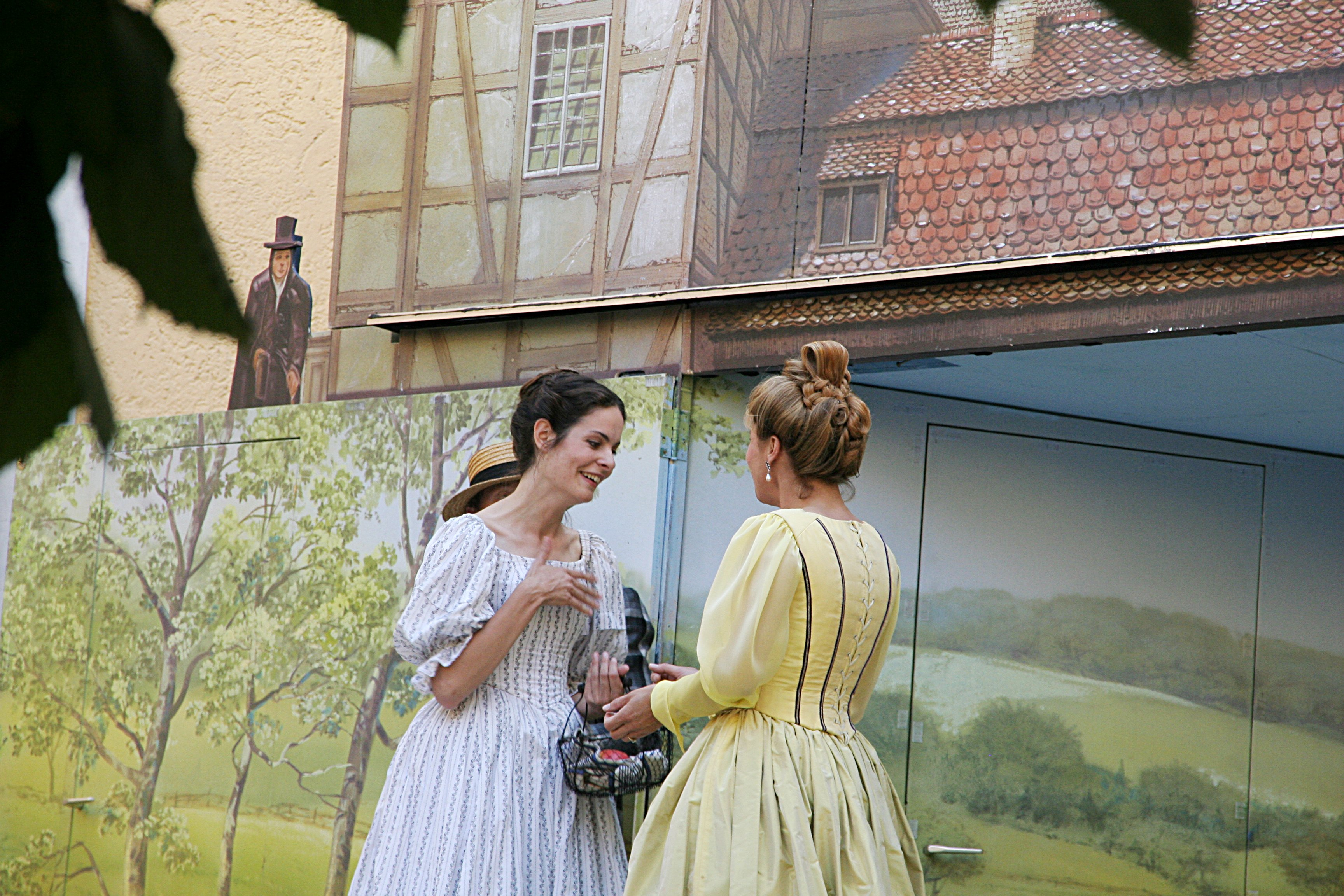
Das Mädel aus der Vorstadt, 2005

Oscar Fritz Schuh und seine Gattin Ursula leiteten bis 1984 die Aufführungen, von 1985 bis 2015 übernahmen Klaus Gmeiner (Inszenierung) und Bernd Dieter Müller (Ausstattung). Die Stücke wurden von Klaus Gmeiner und Leo Braune (der von 1986 bis 2015 fast jedes Jahr mitspielte) für kleine Besetzungen und zum Spiel auf dem von Pferden gezogenen Thespiskarren eingerichtet. Bis 1980 schrieb Josef Carl Knaflitsch die Musik. Etwa ab 1996 zeichnet Helmut Gubi für die Musik verantwortlich.
Im Jahre 2016 übernahm Georg Clementi, der in den 1990er Jahren in Carlo Goldonis Der Diener zweier Herren mitwirkte, die Leitung des Theaters.
Die Stücke des Salzburger Straßentheaters können von Ende Juli bis Anfang August an Spielorten im ganzen Bundesland Salzburg bei freiem Eintritt besucht werden.
Das bislang meistgespielte Stück ist Frühere Verhältnisse von Johann Nestroy, 1970, 1980, 1990 und 1995.

## Stücke
- 1970: Frühere Verhältnisse von Johann Nestroy mit Fritz Grieb, Helly Servi, Peter Ertelt, Elfriede Ott
- 1971: Theater in der Vorstadt von Karl Valentin mit Elfriede Ott, Isolde Stiegler, Margarete Fallner, Ilse Hanel, Alfred Böhm, Anton Pointecker
- 1972: Die Raubritter von Karl Valentin mit Elfriede Ott, Alfred Böhm, Anton Pointecker, Götz Kauffmann
- 1973: Die Heiratsschwindlerin von Lotte Ingrisch mit Hans Putz, Jane Tilden, Gerhart Lippert, Franziska Tilden, Anton Pointecker; sowie Frühere Verhältnisse als Gastspiel in Duisburg und Düsseldorf
- 1974: Tritschtratsch von Johann Nestroy
- 1975: Kasperl als Prinz von Franz Pocci
- 1976: Himmelwärts von Ödön von Horváth mit Dietmar Schönherr als Teufel
- 1977: Häuptling Abendwind von Johann Nestroy mit Dolores Schmidinger
- 1978: Reise nach Tarockanien, Szenen von Fritz von Herzmanovsky-Orlando eingerichtet von Friedrich Torberg mit Werner Friedl
- 1979: Die kleinen Verwandten von Ludwig Thoma mit Curth A. Tichy, Ilse Hanel, Fritz Holzer, Maria Singer, Peter Uray
- 1980: Frühere Verhältnisse von Johann Nestroy mit Götz Kauffmann, Ilse Hanel, Peter Uray, Waltraut Haas
- 1981: Die wundersame Schustersfrau nach Federico García Lorca
- 1982: Die Kommode von Curt Goetz frei nach Guy de Maupassant mit Gunther Philipp, Maria Singer, Daniela Enzi, Wolfgang Dörich, Ilse Hanel, Curth A. Tichy
- 1983: Erster Klasse von Ludwig Thoma mit Franz Muxeneder
- 1984: Ein gebildeter Hausknecht von Johann Nestroy
- 1985: Der Schatz von Gotthold Ephraim Lessing
- 1986: Mirandolina von Carlo Goldoni
- 1987: Sganarelle von Molière mit Gerhard Dorfer, Leo Braune, Peter Pikl, Elfriede Ramhapp
- 1988: Der verwandelte Komödiant von Stefan Zweig
- 1989: Die Mitschuldigen von Johann Wolfgang von Goethe
- 1990: Frühere Verhältnisse von Johann Nestroy mit Gerhard Dorfer, Elfriede Ramhapp, Peter Pikl, Dolores Schmidinger
- 1991: Zeitvertreib von Nestroy
- 1992: Der Dieb, der nicht zu Schaden kam von Dario Fo
- 1993: Spiel von Liebe und Zufall von Pierre Marivaux in der Fassung von H. C. Artmann mit Gabriele Schuchter
- 1994: Der zerbrochne Krug von Heinrich von Kleist in der Fassung von H. C. Artmann mit Maria Köstlinger als Eva
- 1995: Frühere Verhältnisse von Johann Nestroy mit Gerhard Dorfer, Traude Gmeinböck, Peter Pikl, Elfriede Schüsseleder
- 1996: Dame Kobold von Pedro Calderón de la Barca in der Fassung von H. C. Artmann
- 1997: Der Diener zweier Herren von Carlo Goldoni
- 1998: Unverhofft von Johann Nestroy
- 1999: Die Komödie der Irrungen von William Shakespeare mit Martin Leutgeb, John F. Kutil, Inge Rassaerts
- 2000: Der Diener zweier Herren von Carlo Goldoni
- 2001: Verwickelte Geschichte! von Johann Nestroy
- 2002: Helden von George Bernard Shaw
- 2003: Die Schule der Frauen von Molière
- 2004: Das Glas Wasser von Eugène Scribe
- 2005: Das Mädl aus der Vorstadt von Johann Nestroy
- 2006: Der tolle Tag von Pierre de Beaumarchais
- 2007: Ein idealer Gatte von Oscar Wilde
- 2008: Das Konzert von Hermann Bahr mit Leo Braune, Maria Schuchter, Horst Eder, Christine Renhardt
- 2009: Olympia von Franz Molnar mit Rudolf Otahal, Elfriede Schüsseleder, Irene Halenka, Leo Braune, Olivia Silhávy, Hermann Lechner, Robert Tillian, Géza Terner
- 2010: Der Zerrissene von Johann Nestroy
- 2011: Der brave Soldat Schwejk von Jaroslav Hašek mit Leo Braune, Peter Josch, Ferdinand Seebacher, Willi Steiner, Peter Strauß, Geza Terner
- 2012: Pygmalion von George Bernard Shaw
- 2013: Liebesgeschichten und Heiratssachen von Johann Nestroy
- 2014: Monsieur Chasse oder Wie man Hasen jagt von Georges Feydeau
- 2015: Lumpazivagabundus von Johann Nestroy mit Maria Astl, Peter Buchta, Leo Braune, Horst Eder, Peter Josch, Christine Kain, Kerstin Raunig, Geza Terner
- 2016: Bezahlt wird nicht! von Dario Fo
- 2017: Der Vorname von Alexandre de La Patellière und Matthieu Delaporte mit Anja Clementi, Detlef Trippel, Susanne Seimel, Georg Clementi, Alex Linse und Eric Lebeau
- 2018: König der Herzen von Alistair Beaton mit Georg Clementi, Anja Clementi, Alex Linse, Michael Nowak, Max Pfnür, Thomas Pfertner, Larissa Enzi, Christiane Warnecke und Paul Clementi
- 2019: Alles Heilige von Stephan Lack (Uraufführung) mit Anja Clementi, Larissa Enzi, Patrizia Pfisterer, Anna Knott, Alex Linse, Georg Clementi, Markus Thill, Andreas Goebel, Benjamin Linse, Paul Clementi, Nikolas Unger, Eric LeBeau und Simon Clementi
- 2020: Singen wir das Beste draus
- 2021: Der Diener zweier Herren von Carlo Goldoni mit Max G. Fischnaller, Samantha Steppan, Karoline Troger, Alex Linse, Richard Saringer, Stefan Bischoff, Georg Clementi und Kerstin Glachs. Diese Produktion hätte bereits im Jahr 2020 für das 50-Jahre-Jubiläum des Salzburger Straßentheaters aufgeführt werden sollen, musste aber wegen der COVID-19-Pandemie in Österreich verschoben werden.
- 2022: Extrawurst von Dietmar Jacobs und Moritz Netenjakob
- 2023: Die Niere von Stefan Vögel, mit Anja Clementi, Georg Clementi (auch Regie), Karoline Troger und Alex Linse
- 2024: Robin Hood von Olaf Bretschneider, mit Paul Clementi als Robin Hood, Tanja Radovanovic als Maid Marian, Marko Kerezovic als Little John, Alex Linse als Bruder Tuck, Thomas Pfertner als Sheriff von Nottingham, Janna Ramos-Violante als Guy of Gisbourn, Patricia Pfisterer als Zeremonienmeisterin, Tomás Novák als Fiddler, Amelie Stalzer